# Tredje successionsakten

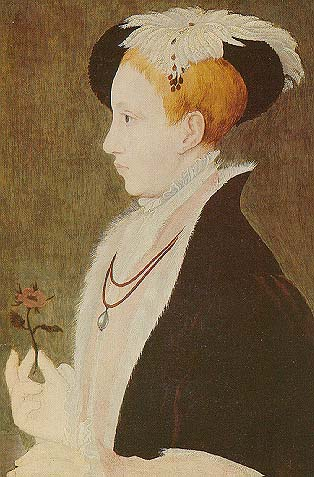
Edward var först i raden som tronarvinge.

Den tredje engelska successionsakten eller Third Succession Act antogs 1544, då parlamentet beslöt om vem av kung Henrik VIII:s barn som skulle ärva den engelska kronan.
Denna nya tronföljdslag ersatte Andra successionsakten, och insatte prins Edvard VI som tronarvinge, följd av hans systrar Maria och Elisabet i åldersordning.
Lagen skulle senare kompletteras, genom Henrik VIII:s testamente från 1546, där ytterligare tronföljare anges.